# Botón de ancla (película de 1961)
Botón de ancla es una película española dirigida por Miguel Lluch en 1961, remake del célebre éxito del mismo título estrenado en 1948, con Antonio Casal, Fernando Fernán Gómez y Jorge Mistral. Esta nueva versión, en color, fue protagonizada por los integrantes del Dúo Dinámico en su primera aparición cinematográfica.

## Argumento
Tres guardiamarinas, estudiantes de la Escuela Naval Militar fundan la Trinca del botón de ancla, por la que adquieren el compromiso de ayudarse mutuamente siempre que cualquiera de ellos lo necesite. Sin embargo, pondrán en peligro su estrecha amistad por causa de un malentendido. Sólo la muerte de uno de ellos en una operación de salvamento, volverá a unir a los dos restantes.

## Reparto
- Manuel Gil
- Ramón Arcusa
- Manuel de la Calva
- Vicente Haro
- Armonía Montez
- Miguel Gila
- Manuel Gas
- José María Caffarel
- Manuel de Melero
- Luis Induni
- Mari Ely
- Juanita Espín
- Berta Carbonell
- Isabel Osca
- Isabel Ruiz.